# Ryke Geerd Hamer
Ryke Geerd Hamer (Mettmann, 17 de mayo de 1935 - 2 de julio de 2017), fue un médico inhabilitado alemán, creador de la llamada «Nueva Medicina Germánica» o por sus siglas NMG, anteriormente llamada Nueva Medicina Germana y Nueva Medicina, un sistema de pseudomedicina que proclama curar el cáncer y otras dolencias.
La Liga Suiza contra el Cáncer ha calificado el enfoque de Hamer como «peligroso, especialmente porque da a los pacientes una falsa sensación de seguridad tal que los lleva a abandonar otros tratamientos efectivos».
Hamer tuvo licencia para practicar medicina desde 1963 hasta 1986, cuando le fue revocada por negligencia y mala praxis. Su sistema llamó la atención pública en 1995, cuando los padres de una niña, Olivia Pilhar, quien padecía cáncer, rechazaron el tratamiento médico en favor de los métodos de Hamer. Hamer fue acusado de mala praxis y posteriormente condenado y encarcelado en varios países europeos.
Hamer afirmaba que su método es una alternativa «germánica» a la medicina clínica convencional (la cual, según él, sería parte de una conspiración judía para diezmar a los no judíos.

## Biografía
Ryke Geerd Hamer nació en Mettmann, Alemania, en 1935. Recibió su diploma de escuela secundaria a los 18 años y comenzó estudios de medicina y teología en Tübingen, donde conoció a Sigrid Oldenburg, una estudiante de medicina con quien luego contrajo matrimonio. A los 20 años, Hamer aprobó el examen preliminar en medicina, y en abril de 1962 aprobó su examen médico estatal en Marburg. Se le otorgó una licencia profesional como doctor en medicina en 1963. Después de pasar varios años en las Clínicas Universitarias de Tübingen y Heidelberg, Hamer completó su especialización en medicina interna en 1972. También trabajó en varias consultas con su esposa, y patentó varios inventos.
A las 3 de la madrugada del 18 de agosto de 1978, ante la isla de Cavallo (Córcega) y en el transcurso de una fiesta celebrada en un yate, un aristócrata italiano, el príncipe Vittorio Emanuele de Saboya, disparó, sin motivos ni causas aparentes, contra una persona desconocida que dormía en la cubierta de un barco cercano. Esa persona era Dirk Hamer, de 19 años, uno de los hijos del Dr. Hamer. El joven fue trasladado todavía con vida a Múnich (Alemania), pero falleció cuatro meses después, el 7 de diciembre de 1978, en Heidelberg (Alemania).
La trágica muerte de su hijo, unida a las dificultades de la investigación judicial que se llevó a cabo y al desarrollo de un complicado proceso posterior, afectaron profundamente a la familia Hamer. Algún tiempo después de la muerte de Dirk, Hamer comenzó a desarrollar la Nueva Medicina Germánica (NMG).
Cuatro meses después le diagnosticaron a Hamer cáncer testicular, en tanto que su esposa, la Dra. Sigrid Oldenburg-Hamer, recayó en varias enfermedades cancerosas hasta fallecer el 12 de abril de 1985, a causa de un infarto agudo de miocardio.[cita requerida]
Hamer pensó que debía de haber una relación entre ambos acontecimientos. Según él, una amplia investigación posterior lo llevó al desarrollo de la nueva medicina germánica. En 1986 le fue revocada por sentencia judicial la licencia para ejercer la medicina. Esta suspensión fue posteriormente confirmada por una sentencia en 2003. Más tarde se le acusó de seguir tratando pacientes ilegalmente y de la muerte de algunos de ellos.
Fue encarcelado durante doce meses en Alemania desde 1997 hasta 1998, y cumplió una pena de prisión desde septiembre de 2004 hasta febrero de 2006 en Fleury-Mérogis, Francia, por cargos de fraude y práctica ilegal de la medicina. Posteriormente se refugió en España, donde abrió otra clínica. En 2004 la policía lo detuvo en su domicilio en Málaga (España) y fue encarcelado en Madrid. El 18 de octubre de 2004 fue extraditado a Francia, donde era reclamado para cumplir una sentencia de cárcel de tres años. En marzo de 2007, las autoridades médicas españolas lo responsabilizaron por docenas de muertes prevenibles. Tuvo varias sentencias pendientes pero no fue posible su extradición a España, hasta marzo de 2007, en que se trasladó a Noruega.
Hamer intentó en varias ocasiones obtener una habilitación presentando una tesis sobre la nueva medicina germana, pero esta fue rechazada por las universidades de Tübingen y Trnava.
En 1997, Hamer poseía clínicas en Alemania, Bélgica, Italia, Austria y los Países Bajos
El 2 de julio de 2017, Hamer murió en Noruega a la edad de 82 años después de un derrame cerebral.

## Fundamentos de la nueva medicina germánica
La nueva medicina germánica se sustenta en las llamadas “cinco leyes biológicas” que su creador propuso como hipótesis.  A pesar del tiempo que ha transcurrido, ninguna de ellas ha obtenido el respaldo necesario de evidencia que permita clasificarlas como hipótesis de trabajo ya que estas "leyes" son dogmas de la NMG, no leyes de la naturaleza o la medicina, y contradicen la comprensión científica de la fisiología humana.
- 1.ª "ley" o “ley de hierro”: según esta hipótesis, las enfermedades graves serían consecuencia de un acontecimiento vital traumático, agudo y experimentado en soledad. Esto provocaría un "conflicto biológico" que se podría localizar en el cerebro por medio de una imagen obtenida con un escáner TAC —iniciales de Tomografía Axial Computarizada— en forma de varios anillos concéntricos. En realidad, la aparición de estos anillos no tiene relación con ninguna anomalía biológica y es un artefacto común en las imágenes de TAC, llamado, precisamente, artefacto de anillos, y se debe a defectos en la calibración del escáner.[23]

- 2.ª "ley" o carácter bifásico de las enfermedades: tras el primer evento, llamado "enfermedad fría" y que se manifestaría con signos de origen simpático, el afectado que lograse resolverlo entraría en la segunda fase de curación, con predominio de signos del sistema nervioso parasimpático, manifestados como una enfermedad que Hamer denomina "enfermedad caliente", de tipo reumático, infeccioso o alérgico. En esta segunda fase el “conflicto biológico”  se manifestaría en forma de edema y ocasionalmente con la proliferación de células de la glía. Según esto un tumor sería un signo de que el conflicto está en proceso de curación.

- 3.ª "ley" o sistema ontogenético de las enfermedades: según ella, diferentes partes del encéfalo controlarían —de alguna forma que no se describe— la evolución de diferentes enfermedades, por una supuesta relación con los tejidos desarrollados a partir de cada una de las tres capas embrionarias.  Los conflictos cuyo foco se hallase en el tronco cerebral —que controlaría los tejidos derivados del endodermo— o en el cerebelo —que controlaría una parte de los tejidos originados a partir del mesodermo— provocarían proliferación celular en la fase de "conflicto activo", y destrucción de los tumores resultantes en la "fase de curación". En los conflictos controlados desde el cerebro —que afectarían a los tejidos derivados del mesodermo no controlados por el cerebelo y a todos los procedentes del ectodermo— se produciría, bien la destrucción tisular —en forma de necrosis o úlceras—, bien una pérdida o alteración de su función.

- 4.ª "ley" o papel de los patógenos: según esta "ley" los microbios no serían patógenos —es decir, no causarían las enfermedades—, sino que serían un mero instrumento —si están disponibles— a las órdenes del cerebro, cuya función sería ayudar en la fase de curación, según un esquema también definido sobre las tres capas embrionarias. Así, los hongos y las micobacterias tendrían a su cargo los tejidos controlados por el cerebelo, las bacterias los tejidos mesodérmicos y los virus lo harían en los tejidos del ectodermo.

- 5.ª"ley" o “quinta esencia”: cada par de enfermedades establecido según las dos primeras "leyes" sería un “programa especial de la naturaleza" desarrollado a lo largo de la evolución con un objetivo definido: permitir a los organismos lidiar con situaciones particulares de emergencia.

Por lo tanto, según Hamer, no existen enfermedades reales; más bien, lo que la medicina establecida llama una "enfermedad" es en realidad un "programa significativo especial de la naturaleza" (sinnvolles biologisches Sonderprogramm) al que pertenecen las bacterias, virus y hongos. La NMG de Hamer pretende explicar cada enfermedad y tratamiento de acuerdo con esas premisas, y de ese modo obviar la medicina tradicional. La cura es siempre la resolución del conflicto. Según Hamer, algunos tratamientos como la quimioterapia o medicamentos para aliviar el dolor como la morfina son mortales.

## Alegaciones de conspiración sionista
Especialmente controvertida es la teoría de conspiración de Hamer de que hay una conspiración sionista genocida que quiere silenciarlo: Hamer proponía que su método era una alternativa "germánica" a la medicina clínica convencional, que según él es parte de una conspiración judía para diezmar a los no judíos llamándolo "el crimen más repulsivo de la historia de la humanidad". En esto, Hamer repitió las afirmaciones antisemitas del médico nazi Gerhard Wagner. De forma más específica, Hamer afirmó que la quimioterapia y la morfina se usan para "asesinar en masa" a la civilización occidental, mientras que dichos tratamientos no se usan en Israel. Hamer promovió la idea (falsa) de que la mayoría de los oncólogos alemanes eran judíos y que "ningún judío es tratado con quimioterapia en Alemania". Según él, las agujas hipodérmicas se usan durante la quimioterapia para implantar "chips" que contienen "cámaras de veneno" que se pueden activar por satélite para matar a pacientes específicos. Propuso que la campaña de vacunación contra la gripe porcina de 2009 también fue utilizada para marcar a las personas con esos "chips" y negó la existencia del VIH. Hamer también afirmaba que la negación del reconocimiento de sus teorías y la revocación de su licencia para practicar la medicina se debían a una conspiración judía en su contra.
El 17 de diciembre del 2008, Hamer presentó un documento en el que supuestamente un "Rabino mayor" llamado "Esra" Iwan Götz confirmaba la existencia de una conspiración entre oncólogos judíos para usar la "tortura" de la quimioterapia en todos los pacientes no judíos, mientras que los pacientes judíos debían recibir el tratamiento "correcto" de la Nueva Medicina Germánica. Sin embargo Götz es en realidad un negador alemán del holocausto que se hace pasar por rabino de la Unión Mundial para un Judaísmo Progresista y que participa activamente en la escena del revivalismo del Reich alemán, que ha sido condenado reiteradamente por los tribunales alemanes por fraude, difamación, uso indebido de títulos académicos (al usar el título de "Rabino Mayor" que no está legalmente protegido en Alemania), y falsificación de documentos, entre otros crímenes.

## Caso de Olivia Pilhar
En 1995, Hamer se involucró con el caso de cáncer de Olivia Pilhar en Austria. Pilhar, que entonces tenía 6 años, padecía de un tumor de Wilms. Los padres de Pilhar consultaron a Hamer, quien diagnosticó que la niña tenía varios "conflictos" en lugar de cáncer. Cuando los padres rechazaron la terapia médica convencional para Pilhar, el gobierno austriaco eliminó sus derechos de cuidado y control. Los padres huyeron con su hija a España, que era el lugar de residencia de Hamer en ese momento. Después de las negociaciones, incluida la intervención del presidente austriaco, se convenció a los padres para que regresaran a Austria. Para entonces, la salud de Pilhar se había deteriorado. El tumor había crecido mucho, pesaba cuatro kilogramos, llenaba la mayor parte de su cavidad abdominal y estaba presionando contra sus pulmones. La falta de tratamiento había reducido la estimación de la probabilidad de supervivencia del 90% al 10%. Después de que un tribunal ordenó el tratamiento convencional del cáncer con cirugía, quimioterapia y radioterapia, Pilhar se recuperó por completo y todavía estaba viva en 2010. Sus padres recibieron una sentencia de prisión suspendida de ocho meses en Austria.

## Respuesta a opiniones médicas
La Liga Suiza contra el Cáncer de la Sociedad Suiza de Oncología, la Sociedad Suiza de Oncología Médica y el Instituto Suizo para la Investigación Aplicada del Cáncer afirman que no se ha publicado un solo caso de cura de cáncer por Hamer o su método en la literatura médica, ni tampoco ningún estudio al respecto en revistas especializadas. Los informes en sus libros "carecen de los datos adicionales que son esenciales para la evaluación médica" y las presentaciones de sus investigaciones en conferencias médicas "no son científicamente convincentes".
También, el Centro Alemán de Investigación del Cáncer, la Sociedad Alemana del Cáncer, la Asociación Médica Alemana y los Consejos Alemanes de Consumidores se oponen completamente a Hamer y sus teorías.
Múltiples defensores de tratamientos alternativos contra el cáncer también consideran su teoría con escepticismo y abogan por pruebas de apoyo y casos probados de pacientes beneficiados por ella.
La tesis de habilitación de Hamer sobre la NMG en la Universidad de Tübingen fue rechazada después de múltiples revisiones por parte de varios miembros de la facultad de medicina, quienes llegaron a la conclusión de que su trabajo carece de métodos científicos y reproducibilidad y que sus argumentos no respaldan sus teorías.
Hamer dijo que su sistema es verificable y que la Universidad de Trnava y otros ya han confirmado algunas de sus teorías. Sin embargo, la Universidad de Trnava no tiene una facultad de medicina como tal y los documentos que supuestamente confirman su opinión no están disponibles ni registrados en la universidad. La Universidad de Trnava también rechazó su tesis de habilitación.
Los radiólogos identifican los "focos de Hamer" que Hamer vio en las tomografías computarizadas del cerebro como artefactos de anillo comunes en esos estudios.
El establecimiento médico en Alemania y la Unión Europea advierte sobre la amenaza que representan las terapias de Hamer para los pacientes. Si estas llevan a no aplicar el tratamiento efectivo, la aplicación de las teorías de Hamer se castiga en algunos países como mala praxis.
Existe un creciente número de informes en la prensa sobre las víctimas de la práctica de Hamer en toda Europa.